# Florian Waldeck
Florian Waldeck (* 15. Februar 1886 in Mannheim; † 28. September 1960 ebenda) war ein deutscher Rechtsanwalt und Politiker.

## Leben
Waldeck war Sohn eines Bankprokuristen. Die jüdische Familie gehörte zu den alteingesessenen in Mannheim. Nach dem Besuch des Großherzoglichen Gymnasiums studierte er Rechtswissenschaften in München, Freiburg i. Br. und Heidelberg und promovierte 1912. Seinen Kriegsdienst im Ersten Weltkrieg leistete er in Belgien. 1916 trat er zum Protestantismus über und heiratete ein Jahr später die Katholikin Bertha Mackle (1890–1964). 1919 wurde er Rechtsanwalt. Ab 1920 engagierte er sich im Vorstand des Mannheimer Altertumsvereins, dessen Vorsitz er 1930 übernahm, und gab als Mitautor die Reihe „Alte Mannheimer Familien“ heraus.
Als Mitglied der DVP wurde Waldeck 1925 Stadtverordneter in Mannheim und bereits im Jahr darauf Fraktionsvorsitzender. 1927 rückte er in den badischen Landtag nach. Dort wurde er zum Fraktionsvorsitzenden gewählt und 1929 zweiter Vizepräsident des Landtags. 1931/32 war er auch Vorsitzender des DVP-Ortsvereins in Mannheim.
1933 drängten ihn die Nationalsozialisten aus allen Ämtern. Der wirtschaftlichen Existenz beraubt, emigrierte Waldeck 1939 nach Belgien, wo er im Jahr darauf verhaftet und nach Frankreich verschleppt wurde. Obwohl er Ende 1940 aus der Haft entlassen wurde, konnte er erst 1941 nach Belgien zurückkehren. Dort wurde er 1942 erneut kurzfristig verhaftet. Von 1943 lebte er bis zur Befreiung Belgiens im Untergrund.
Nach dem Ende des Zweiten Weltkriegs kehrte Waldeck nach Mannheim zurück und beteiligte sich am Wiederaufbau der stark zerstörten Stadt. 1947 wurde er als Nachfolger von Anton Lindeck Vorsitzender des Mannheimer Anwaltsvereins. Von 1948 bis 1953 war er für die CDU Mitglied des Mannheimer Gemeinderats. Im Bereich der Kommunalpolitik engagierte er sich besonders im kulturellen Bereich. 1949 wurde er erneut zum Vorsitzenden des Mannheimer Altertumsvereins gewählt. Ein Jahr später übernahm er für ein paar Monate den Vorsitz einer Interimsintendanz des Mannheimer Nationaltheaters. Zudem wurde er 1952 zum Testamentsverwalter des Nachlasses des Generalkonsuls und Investors Carl und dessen Schwester Anna Reiß bestellt.

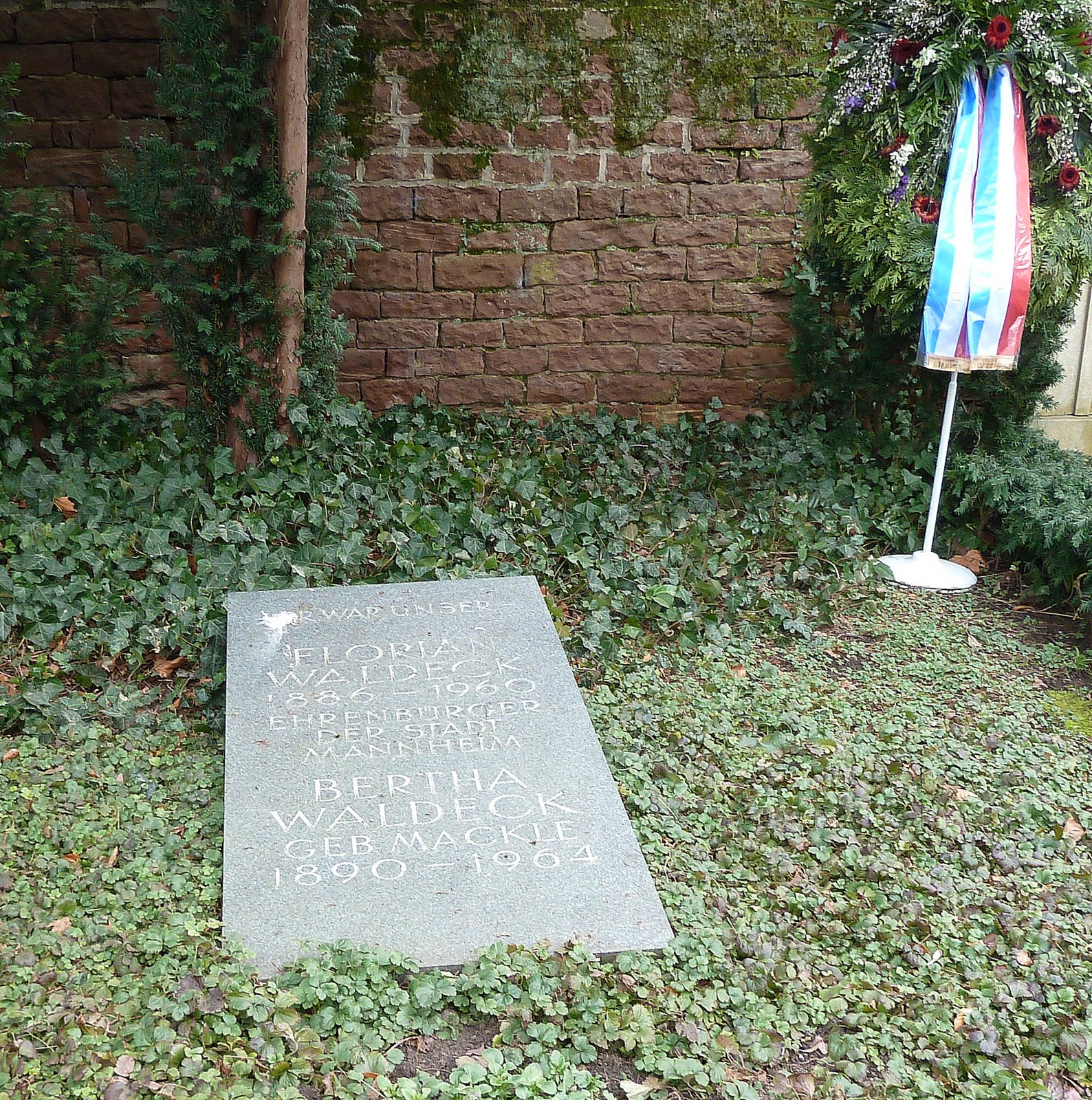
Waldecks Ehrengrab in Mannheim

Daneben war Waldeck in der Nachkriegszeit in den juristischen Ständevertretungen aktiv. Von 1948 bis 1960 war er Präsident der Rechtsanwaltskammer Nordbaden und darüber hinaus 1959/60 Präsident der Bundesrechtsanwaltskammer. Ferner war er von 1954 bis 1960 Vizepräsident des Deutschen Anwaltvereins.

## Ehrungen
Die Stadt Mannheim verlieh Waldeck 1954 die Ehrenbürgerwürde und die Schillerplakette. Die Mannheimer Wirtschaftshochschule ernannte ihn zum Ehrensenator. 1955 erhielt er das Große Bundesverdienstkreuz verliehen. Nach seinem Tod benannte die Stadt Mannheim den Sitzungssaal des Gemeinderats im Zeughaus nach ihm. Er wurde auf dem Hauptfriedhof Mannheim beerdigt. Die Stadt Mannheim pflegt sein Grab als Ehrengrab.

## Veröffentlichungen (Auswahl)
- Die Exemtionen der Landesherren und der Mitglieder der Landesherrlichen Familien im Zivilprozess. Univ. Diss., Heidelberg 1918.
- Die Beziehungen des fürstlich fürstenbergischen Hoftheaters in Donaueschingen zu dem kurfürstlichen Nationaltheater in Mannheim. In: Mannheimer Geschichtsblätter, Jg. 20, 1919, S. 43–44.
- Die Beteiligung von Mannheimer Kapital an der Mosbacher Fayencefabrik. In: Mannheimer Geschichtsblätter, Jg. 20, 1919, S. 59–60.
- I. Jolly. In: Mannheimer Geschichtsblätter, Jg. 21, 1920, S. 5–13.
- II. Artaria. In: Mannheimer Geschichtsblätter, Jg. 21, 1920, S. 58–66.
- III. von Traitteur. In: Mannheimer Geschichtsblätter, Jg. 22, 1921, S. 109–114.
- Die Wiener Burgschauspielerin Luise Neumann, spätere Gräfin Schönfeld, und Großherzogin Stephanie. In: Mannheimer Geschichtsblätter, Jg. 22, 1921, S. 118–119.
- Alte Mannheimer Familien, Band 1–6, Mannheim: Familiengeschichtl. Vereinigung 1920–1926.
- 5. Das van der Hoeven’sche, später Ferdinand Ladenburg’sche Haus, (N 7. 18). In: Mannheimer Geschichtsblätter, Jg. 23, 1922, S. 29–35.
- Mannheimer Altertumsverein und Mannheimer Geschichtsblätter. In: Mannheimer Geschichtsblätter, Jg. 25, 1924, S. 8–16.
- Die Mannheimer Oberbürgermeister von 1810-1891. In: Kurpfälzer Jahrbuch, Jg. 2, 1926, S. 94–99; doi:10.11588/diglit.30707.19.
- Die Vorstandsmitglieder des Mannheimer Altertumsvereins 1859-1929. In: Mannheimer Geschichtsblätter, Jg. 30, 1929, S. 80–84.
- Friedrich Daniel Bassermann. In: Kurpfälzer Jahrbuch, Jg. 4, 1928, S. 169–174; doi:10.11588/diglit.29785.26.
- Ich krame in Erinnerungen. In: Mannheimer Hefte, 1952, S. 17–19.
- Eberhard Gothein. In: Mannheimer Hefte, 1953, S. 1–2.
- Erzählung – Stufen des Lebens. In: Mannheimer Hefte, 1954, S. 11–16.
- Mannheim und die Pfalz. In: Mannheimer Hefte, 1956, S. 13–14.
- Dieter Bassermann zum Gedächtnis. Mannheim: Gesellschaft der Freunde Mannheims und der Ehemaligen Kurpfalz, Mannheimer Altertumsverein von 1859, 1957 (Schriften der Gesellschaft der Freunde Mannheims und der Ehemaligen Kurpfalz, Mannheimer Altertumsverein von 1859; 4).
- 100 Jahre Mannheimer Altertumsverein. In: Mannheimer Hefte, 1959, S. 3–7.
- Hans Engelhorn zum Gedächtnis. In: Mannheimer Hefte, 1961, S. 3.